# 普洛埃迪特
普洛埃迪特（法語：Ploërdut，法語發音：[ploɛʁdyt]）是法国莫尔比昂省的一个市镇，属于蓬蒂维区。

## 地名
该地名“Ploërdut”发音为[ploɛʁdyt]，字母“t”发音，《世界地名译名词典》将其误译作“普洛埃迪”。

## 地理
普洛埃迪特（48°5'16"N, 3°17'18"W）面积75.83 平方千米，位于法国布列塔尼大區莫尔比昂省，该省份为法国西北部沿海省份，位于布列塔尼半岛南部，北起阿摩尔滨海省、西接菲尼斯泰尔省，南濒大西洋，东南接大西洋卢瓦尔省，东临伊勒-维莱讷省。
与普洛埃迪特接壤的市镇（或旧市镇、城区）包括：梅利奥内克、朗戈埃朗、洛克马洛、斯科夫河畔盖姆内、利尼奥勒、圣卡拉代克特雷戈梅、勒克鲁瓦斯蒂、圣蒂格迪阿勒、普卢赖。
普洛埃迪特的时区为UTC+01:00、UTC+02:00（夏令时）。

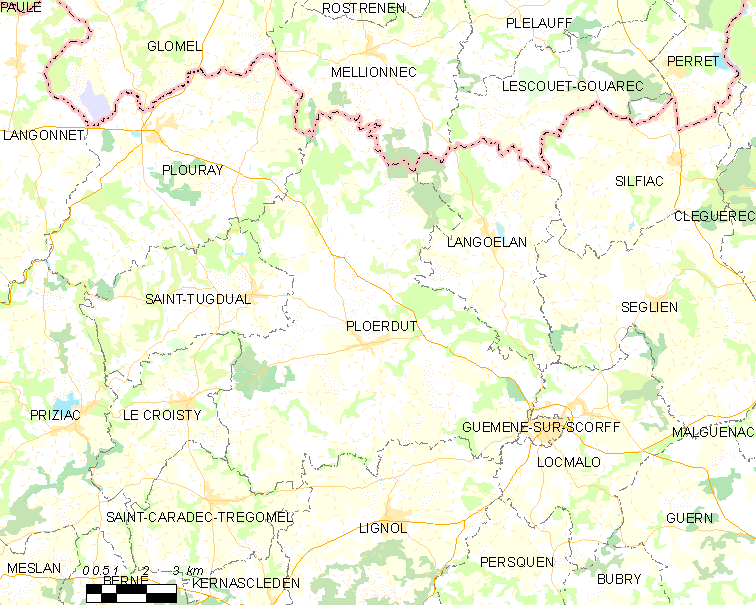
普洛埃迪特的OSM定位图

## 行政
普洛埃迪特的邮政编码为56160，INSEE市镇编码为56163。

## 政治
普洛埃迪特所属的省级选区为古兰县 (法国)。

## 人口

1962-2008年间普洛埃迪特人口变化图示

普洛埃迪特于2022年1月1日时的人口数量为1259人。